# Célula G

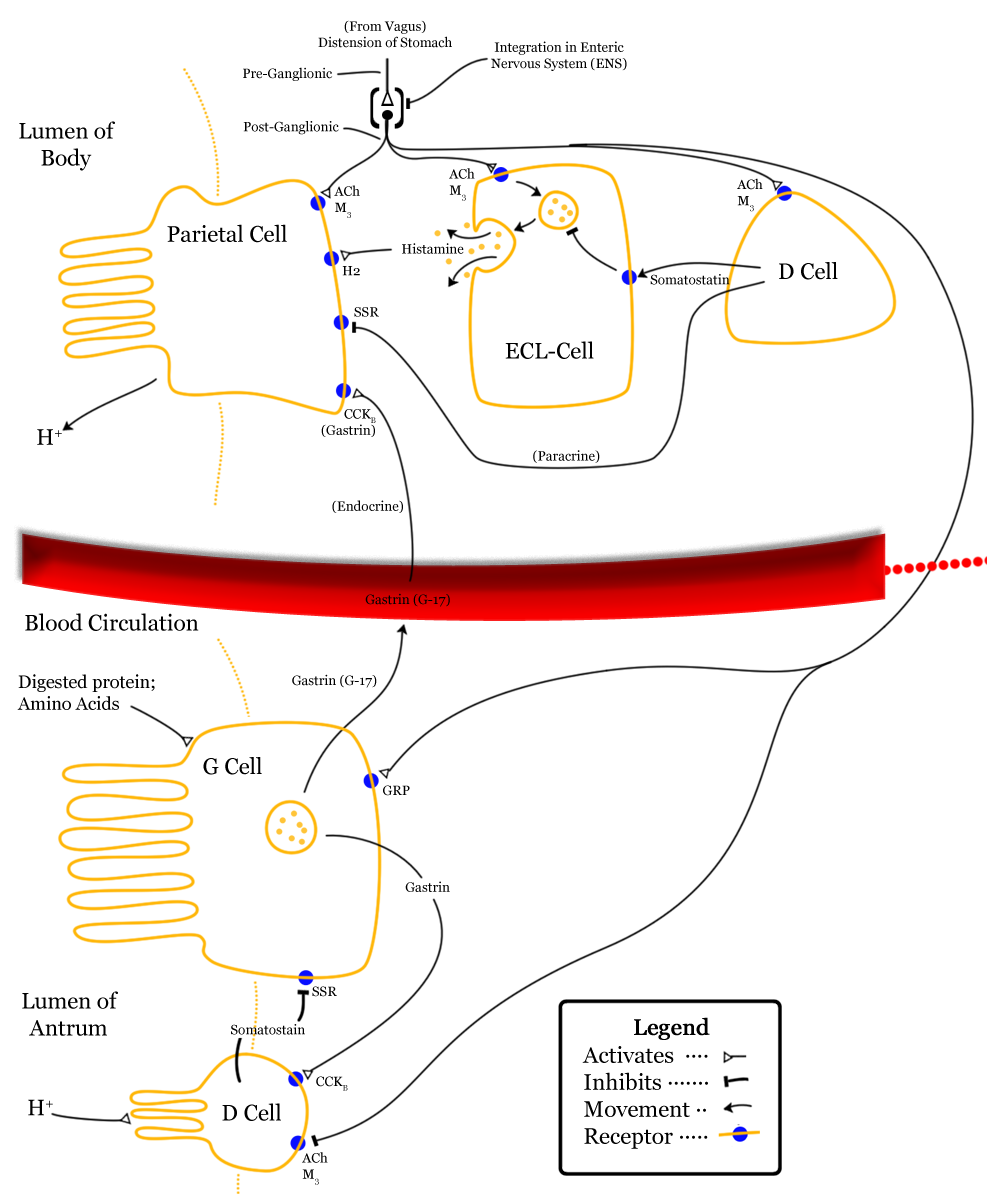

Las células G o células Secretoras de Gastrina  son un tipo de células situadas en el estómago, duodeno y páncreas encargadas de producir gastrina.
Las células G son generadas en la mucosa antropilórica del estómago en el istmo regenerativo de las glándulas gástricas. Estas células pre endocrinas experimentan una división asimétrica, generando células hijas que expresan gastrina y células hijas que expresan somatostatina con cada división.
La gastrina es una hormona que, tras ser liberada por las células G, pasa a la sangre y estimula el vaciamiento gástrico y la producción de ácido clorhídrico por las células parietales. Además contrae el esfínter esofágico inferior, relaja el esfínter pilórico y estimula las células ECL para que produzcan histamina. La gastrina es una de las sustancias más importantes en la regulación de la actividad gástrica. Se segrega en respuesta a la distensión del estómago y la elevación del pH gástrico que tiene lugar después de la ingesta de alimentos.